# Łazy, Hạt Koszalin
Lazy [ˈwazɨ] (Đức Laase) là một ngôi làng ở quận hành chính của Gmina Mielno, trong Koszaliński, Zachodniopomorskie, ở tây bắc Ba Lan. Nó nằm khoảng 15 kilômét (9 mi) phía bắc Koszalin và 146 km (91 mi) về phía đông bắc của thủ đô khu vực Szczecin.
Trước năm 1637, khu vực này là một phần của Duchy of Pomerania. Đối với lịch sử của khu vực, xem Lịch sử của Pomerania.
Làng có dân số 86 người.